# Коренев, Юрий Анатольевич
Юрий Анатольевич Коренев (род. 9 февраля 1957, Брянск) — советский и российский актёр театра и кино. Заслуженный артист Российской Федерации (2013).

## Биография
Родился в Брянске. Окончив ГИТИС, в 1981 году поступил в труппу Театра имени Маяковского. На протяжении 30 лет играет в пьесах основного репертуара театра.
Ещё будучи студентом, в 1977 году дебютировал в кино. В 1980—1990-х, будучи постоянно занят в театре, снимался редко, в основном в фильмах-спектаклях. Начиная с 2000-х годов, ежегодно снимается в нескольких фильмах.

## Театральные работы
- «День рождения Синей Бороды» — Человек-маска, босс
- «Наливные яблоки, или Правда — хорошо…» — Амос Панфилович Барабошев
- «Входит свободный человек» — Эйбл
- «Розенкранц и Гильденстерн мертвы…» — Актёр
- «Шутка мецената» — Телохранитель
- «Плоды просвещения» — Семён
- «Жертва века» — Старший лакей
- «Закат» — Никифор
- «Да здравствует королева, виват!» — Мортон
- «Бег» — Комендант станции
- «Леди Макбет Мценского уезда» — Приказчик
- «Жизнь Клима Самгина» — Захарий
- «Ящерица» — Второй Скорпион
- «Иван-царевич» — Иван-царевич
- «Завтра была война» — Саша Стамескин
- «Кошка на раскалённой крыше» — Зуки
- «Высокий» («Маяковский начинается») — Санчо Панса
- «Закон зимовки» — Вася Финогенов
- «Театр времён Нерона и Сенеки» — Артист театра
- «Валенсианские безумцы» — Флорьяно, Мартин
- «Приключения Буратино» — Папа Карло
- «Бермуды» — Он
- «Месяц в деревне» — Аркадий Сергеич Ислаев
- «Чума на оба ваши дома!» — Брат Лоренцо
- 2012 — Альберто Пинкус — «На чемоданах» Ханоха Левина, режиссёры: Александр Коручеков и Миндаугас Карбаускис
- 2012 — Адвокат — «Господин Пунтила и его слуга Матти» Бертольта Брехта, режиссёр Миндаугас Карбаускис
- 2012 — Алперс, Мейерхольд, Попов — «Девятьподесять» Саши Денисовой, режиссёр Никита Кобелев
- 2013 — Йоэль — «Кант» Марюса Ивашкявичюса, режиссёр Миндаугас Карбаускис
- 2014 — «Декалог на Сретенке» Саши Денисовой, режиссёр Никита Кобелев
- 2014 — Григорий Хаимович Тайбер; Бронфенмахер — «Бердичев»  Фридриха Горенштейна, режиссёр Никита Кобелев
- 2015 — Прохазка — «Маэстро» Карела Чапека, режиссёр Юрий Иоффе
- 2016 — Конюх; Сосед; Врач; Первый солдат — «Кавказский меловой круг» , Бертольта Брехта, режиссёр Никита Кобелев
- 2017 — Англичанин, он же Яснолицый, Гарри — «Изгнание. Мой друг Фредди Меркьюри»  Марюса Ивашкявичюса, режиссёр Миндаугас Карбаускис
- 2018 — Исповедник; Мистер — «Сказки Венского леса»  Эдена фон Хорвата, режиссёр Никита Кобелев

## Роли в кино
- 1977 — Смятение чувств — эпизод
- 1984 — Закон зимовки — водолаз Вася
- 1986 — Жизнь Клима Самгина — Захарий
- 1990 — Завтра была война — Саша Стамескин
- 2002 — Смотрящий вниз — Крутой
- 2003 — Сыщик без лицензии — Роберт Курлаев
- 2004 — Даша Васильева. Любительница частного сыска
- 2004 — Москва. Центральный округ — 2
- 2004 — Тайный знак — 3: Формула счастья — Стас
- 2005 — Аэропорт
- 2006 — Рельсы счастья — Ворон
- 2006 — У. Е. — Роман Расимович Кожлаев
- 2008 — Одна ночь любви
- 2008 — Управа — Андрей Воронов
- 2008—2010 — Ранетки — Борис Лагуткин
- 2009 — Адвокат — 6 — Виталий Олегович Дранков
- 2009 — Выхожу тебя искать — Александр
- 2009 — Иван Грозный — Иван Бельский
- 2009—2010 — Спальный район — Отец Жарковых
- 2010 — Путь к себе — юрист
- 2010 — Стройбатя — Геннадий Полежака
- 2011 — Разговор перед лицом молчания — главная роль
- 2011 — Пыльная работа — Дмитрий Иванович Цветков